# Secretari General de l'OTAN
El secretari general de l'Organització del Tractat de l'Atlàntic Nord (OTAN) és el president del Consell de l'Atlàntic Nord, el més alt representant de la direcció política de l'OTAN.
Des de la creació de l'OTAN, els secretaris generals han estat:
| 1  | General Lord Ismay                             | Regne Unit    | 4 d'abril de 1952 – 16 de maig de 1957        |
| 2  | Paul-Henri Spaak                               | Bèlgica       | 16 de maig de 1957 – 21 d'abril de 1961       |
| 3  | Dirk Stikker                                   | Països Baixos | 21 d'abril de 1961 – 1 d'agost de 1964        |
| 4  | Manlio Brosio                                  | Itàlia        | 1 d'agost de 1964 – 1 d'octubre de 1971       |
| 5  | Joseph Luns                                    | Països Baixos | 1 d'octubre de 1971 – 25 de juny de 1984      |
| 6  | Lord Carrington                                | Regne Unit    | 25 de juny de 1984 – 1 de juliol de 1988      |
| 7  | Manfred Wörner                                 | Alemanya      | 1 de juliol de 1988 – 13 d'agost de 1994      |
| —  | Sergio Balanzino (interí)                      | Itàlia        | 13 d'agost de 1994 – 17 d'octubre de 1994     |
| 8  | Willy Claes                                    | Bèlgica       | 17 d'octubre de 1994 – 20 d'octubre de 1995   |
| —  | Sergio Balanzino (interí)                      | Itàlia        | 20 d'octubre de 1995 – 5 de desembre de 1995  |
| 9  | Javier Solana                                  | Espanya       | 5 de desembre de 1995 – 6 d'octubre de 1999   |
| 10 | George Robertson, Baró Robertson de Port Ellen | Regne Unit    | 14 d'octubre de 1999 – 17 de desembre de 2003 |
| —  | Alessandro Minuto-Rizzo (interí)               | Itàlia        | 17 de desembre de 2003 – 1 de gener de 2004   |
| 11 | Jaap de Hoop Scheffer                          | Països Baixos | 1 de gener de 2004 – 1 d'agost de 2009        |
| 12 | Anders Fogh Rasmussen                          | Dinamarca     | 1 d'agost de 2009 – 1 d'octubre de 2014       |
| 13 | Jens Stoltenberg                               | Noruega       | 1 d'octubre de 2014 – 1 d'octubre de 2024     |
| 14 | Mark Rutte                                     | Països Baixos | 1 d'octubre de 2024 – actualitat              |